# Paolo Frescura (album)
Paolo Frescura è il terzo album del cantautore italiano Paolo Frescura, pubblicato dall'etichetta discografica RCA l'8 Giugno 1978.
Sue sono le musiche, eccetto "Scema"  composta insieme a Italo Marino e "Mi sembra un film"  insieme a Turi Pareti, mentre i testi,come sempre, sono di Antonello De Sanctis che cura anche la produzione.Dei 40 brani scritti per questo progetto,alla fine ne verranno scelti 10 da realizzare in studio. Luis Enriquez Bacalov cura gli arrangiamenti di 8 brani mentre Ciro Dammicco di 2 :"Scema" e "Mi sembra un film" . Successivamente, di questo brano Gianni Morandi realizzo' una versione nel suo L.P. del 1978.Paolo è presente alla chitarra classica ed alla acustica come gia' aveva fatto nei suoi primi due L.P. Per la realizzazione di questo Album furono necessari 4 mesi di lavoro in quanto sia Bacalov che Frescura si dedicarono scrupolosamente ai suoni e alle timbriche di ogni strumento."Non serve a niente", del quale fu realizzato il 45 giri, raggiunse la 18ª posizione della classifica italiana dei dischi più venduti.
Hanno partecipato alla registrazione dell'Album:
Massimo Buzzi, Derek Wilson: batteria
Piero Ricci, Dino Cappa: basso elettrico
Luis Bacalov:arrangiamenti (8 brani), direzione d'orchestra, pianoforte, tastiere
Ciro Dammicco: arrangiamenti (2 brani), pianoforte, tastiere
Daniel Bacalov: tastiere
Claudio Simonetti: tastiere
Paolo Frescura, Luciano Ciccaglioni, Olimpio Petrossi, Aldo Tamborrelli, Luigi Bianchi: chitarre
Olimpio Petrossi:Supervisione artistica
G.P.Venditti:Tecnico della registrazione
Antonio Coggio:curatore del missaggio
Antonio Rampotti:Tecnico del missaggio
Luciano Costarelli:Foto copertina
Frescura volle dedicare questo Album al padre. Una piccola curiosita': nella dedica il padre è presente con il nome d'arte Mario Frera in quanto nella vita fu attore e doppiatore. Nel 1942, all'inizio della sua carriera, preferi' cambiare il vero cognome Frescura in Frera.

## Tracce

### Lato A
1. Scema
2. Ricordarmi
3. Non serve a niente
4. Innamorata mia
5. Dopo un grande amore

### Lato B
1. Mi sembra un film
2. Canto d'amore per Anna
3. E ancora mi domando
4. Lui
5. Rosa Rosa